# Letland op het Junior Eurovisiesongfestival
Letland nam tussen 2003 en 2011 vijf keer deel aan het Junior Eurovisiesongfestival.

## Geschiedenis
De eerste Letse inzending was de negenjarige Dzintars Čīča. Met het liedje Tu esi vasara haalde hij een negende plek in Denemarken, de beste prestatie van Letland.
Het jaar dat erop volgde haalde Letland de laatste plaats met Mārtiņš Tālbergs en C-Stones Juniors. Ook het jaar wat daarop volgde haalde het land een matige prestatie: een elfde plek. 
Tussen 2006 en 2009 nam Letland niet deel aan het festival met de reden dat er te weinig interesse voor was.
In 2010 keerde het land terug. Er werd intern een artiest en lied gekozen. Šarlote Lēnmane zou Letland vertegenwoordigen op het Junior Eurovisiesongfestival 2010 samen met Sea Stones. Uiteindelijk behaalden ze een tiende plaats. 
De laatste deelname van Letland op het Junior Eurovisiesongfestival was in 2011. Amanda Bašmakova eindigde op de laatste plaats, met 31 punten.
Vanwege de slechte resultaten besloot Letland zich in 2012 terug te trekken van het Junior Eurovisiesongfestival. 

## Deelnames van Letland
| Jaar | Artiest                             | Lied                       | Plaats | Punten | Taal |
| ---- | ----------------------------------- | -------------------------- | ------ | ------ | ---- |
| 2003 | Dzintars Čīča                       | Tu esi vasara              | 9      | 37     | Lets |
| 2004 | Mārtiņš Tālbergs & C-Stones Juniors | Balts vai melns            | 17     | 3      | Lets |
| 2005 | Kids4Rock                           | Es esmu maza jauka meitene | 11     | 50     | Lets |
| 2010 | Šarlote & Sea Stones                | Viva la dance              | 10     | 51     | Lets |
| 2011 | Amanda Bašmakova                    | Mēness suns                | 13     | 31     | Lets |

| Kleur | Betekenis      |
| ----- | -------------- |
|       | Eerste plaats  |
|       | Tweede plaats  |
|       | Derde plaats   |
|       | Laatste plaats |
|       | Gastland       |

## Gegeven en gekregen punten
| Plaats | Land                | Punten |
| ------ | ------------------- | ------ |
| 1      | Wit-Rusland         | 42     |
| 2      | Rusland             | 28     |
| 3      | Spanje              | 23     |
| 4      | Nederland           | 21     |
| 5      | Verenigd Koninkrijk | 19     |

| Plaats | Land            | Punten |
| ------ | --------------- | ------ |
| 1      | Litouwen        | 15     |
| 2      | Noord-Macedonië | 14     |
| 2      | Wit-Rusland     | 14     |
| 4      | Nederland       | 12     |
| 5      | Malta           | 11     |

## Twaalf punten
(Een vetgedrukte editie betekent dat het land die editie won.)
| Twaalf punten gegeven aan: \| Aantal \| Land \| Edities \| \| ------ \| ----------- \| ---------- \| \| 2 \| Wit-Rusland \| 2005, 2010 \| \| 1 \| Nederland \| 2011 \| \| 1 \| Roemenië \| 2004 \| \| 1 \| Spanje \| 2003 \| (J) = vakjury; (K) = kinderjury (vanaf 2016) |             |            |
| Aantal | Land        | Edities    |
| 2 | Wit-Rusland | 2005, 2010 |
| 1 | Nederland   | 2011       |
| 1 | Roemenië    | 2004       |
| 1 | Spanje      | 2003       |

2003 · 2004 · 2005 · 2006-2009 · 2010 · 2011 · 2012-2024